# Киреевское сельское поселение
Кире́евское се́льское посе́ление — муниципальное образование в составе Ольховского района Волгоградской области.
Административный центр — село Киреево.

## История
Киреевское сельское поселение образовано 24 декабря 2004 года в соответствии с Законом Волгоградской области № 978-ОД.

## Население
| 2010 | 2012  | 2013  | 2014 | 2015 | 2016  | 2017 |
| ---- | ----- | ----- | ---- | ---- | ----- | ---- |
| 1047 | ↘1038 | ↘1005 | ↘997 | ↘992 | ↗1005 | ↘984 |
| 2018 | 2019  | 2020  | 2021 |      |       |      |
| ↘950 | ↘906  | ↘886  | ↗895 |      |       |      |

## Состав сельского поселения
| № | Населённый пункт | Тип населённого пункта       | Население |
| - | ---------------- | ---------------------------- | --------- |
| 1 | Киреево          | село, административный центр | 968       |
| 2 | Разуваев         | хутор                        | 79        |